# Мерзляк Іван Дмитрович
Іван Дмитрович Мерзляк (15 квітня 1915 — 9 березня 1943) — радянський офіцер-танкіст, Герой Радянського Союзу (1943, посмертно), в роки німецько-радянської війни командир 332-го танкового батальйону 115-ї танкової бригади, лейтенант.

## Біографія
Народився 15 квітня 1915 року в селі Новомихайлівка (тепер Чернігівського району Запорізької області) в сім'ї священника. Українець. У 1930 році через репресії батьки Мерзляка змушені були втікати в Маріуполь. Там Іван навчався в школі. Потім працював токарем на заводі «Азовсталь». З 1935 по 1937 роки перебував на дійсній строковій службі в лавах Червоної армії.
У перші дні німецько-радянської війни добровільно пішов на фронт. У боях із нацистами з 1942 року, після закінчення Ульянівського вищого бронетанкового училища. Воював на Воронезькому, Сталінградському, Південно-західному фронтах. Неодноразово він виходив із оточення ворога, який переважав у кілька раз своєю чисельністю. Як командир 332-го батальйону він брав участь у визволенні 30 населених пунктів України. За проявлений героїзм під час бої на курському напряму Іван Дмитрович Мерзляк був нагороджений орденом Червоної Зірки. Загинув 9 березня 1943 під час виконання бойового завдання — визволення с. Петрівка Харківської області. 
Іван Мерзляк дуже любив дружину Віру, з якою він одружився 1936 року і свого єдиного сина, Славу, який згодом став льотчиком.

## Нагороди, пам'ять
Нагороджений двома орденами Червоної Зірки. Указом Президії Верховної Ради СРСР від 18 червня 1943 року Мерзляку Івану Дмитровичу присвоєно звання Героя Радянського Союзу посмертно.
Поховано його в с. Петрівка, на могилі встановлено пам'ятник, його ім'я носить місцева школа. У с. Новомихайлівка та смт Чернігівка встановлені бронзові погруддя героя. Центральні вулиці с. Новомихайлівка та с. Петрівка носить ім'я Мерзляка, а також одна з вулиць м. Маріуполь. У Києві на Володимирській гірці та в Москві на Поклонній горі височіють стели з іменами героїв і серед них — ім'я Івана Дмитровича Мерзляка.